# Сенчило, Надежда Ивановна
Надежда Ивановна Сенчило (15 февраля 1930, Ивашня, Оршанский округ — 24 октября 2021, Елино, Витебская область) — доярка колхоза имени Кирова Оршанского района Витебской области Белорусской ССР, полный кавалер ордена Трудовой Славы (08.07.1985). Заслуженный работник сельского хозяйства Белорусской ССР (25.03.1988).

## Биография
Родилась 15 февраля 1930 года в деревне Ивашня Клюковского сельсовета Богушевского района Оршанского округа Белорусской ССР (существовала до 1979 года, слилась с деревней Девино, ныне Высокского сельсовета Оршанского района Витебской области Белоруссии). Из многодетной крестьянской семьи. Белоруска. Член КПСС.
В годы Великой Отечественной войны ребёнком пережила немецкую оккупацию (1941—1944). С детства помогала родителям по хозяйству. В тяжёлых условиях послевоенной разрухи продолжила учёбу в Клюковской неполной средней школе, которую окончила в 1949 году.
В 1949 году начала самостоятельную трудовую деятельность в девинском колхозе имени Мичурина (ныне не существует). Год спустя вышла замуж за Николая Петровича Сенчило и переехала в его родную деревню Елино Пищаловского сельсовета. В том же 1950 году перешла работать в пищаловский колхоз имени Кирова. Была занята на разных работах в полеводстве. Зарекомендовала себя как ответственная и инициативная работница.
С 1950 по 1975 год во главе колхозного правления стоял Т. Е. Салтанович, который за небольшой срок вывел колхоз имени Кирова в миллионеры. В 1959 году колхозница Сенчило была переведена телятницей на животноводческую ферму в деревне Елино. Упорный труд, внедрение передовых приёмов, аккуратное соблюдение правил ухода и содержания молодых животных, составление сбалансированных рационов кормления позволили Надежде Ивановне стать признанным мастером животноводства. В период восьмой пятилетки (1966—1970) елинская телятница уверенно вышла на передовые позиции в социалистическом соревновании среди животноводов колхоза и района. Она внесла весомый вклад в трудовые свершения передового коллектива, ставшего ведущим в районе по производству мяса и молока.
В 1971 году перешла работать дояркой на молочно-товарную ферму в Елино. В тяжёлых условиях преобладания ручного труда настойчиво овладевала искусством раздоя молодых животных, училась правильному составлению рационов кормления и поения. Настойчиво работала над повышением продуктивности коров своей групп: уже в 1972 году надоила в среднем по 3952 килограмма молока, а год спустя — 4366 килограммов и заняла девятое место в социалистческом соревновании среди доярок района. Внедрение прогрессивных методов труда позволило Н. И. Сенчило в 1974 году повысить показатели до 5200 килограммов молока (средний надой по ферме составил высокие 4662 килограмма) и тем самым победить в районном соревновании.
Указом Президиума Верховного Совета СССР от 14 февраля 1975 года за успехи, достигнутые во Всесоюзном социалистическом соревновании, и проявленную трудовую доблесть в повышении производительности труда, росте урожайности сельскохозяйственных культур, выполнении народнохозяйственных планов и принятых обязательств по увеличению производства и продажи государству продуктов земледелия и общественного животноводства в 1974 году Надежда Ивановна была награждена орденом Трудовой Славы 3-й степени.
В январе 1975 года, завершающего года девятой пятилетки (1971—1975) она одной из первых откликнулась на призыв доярки экспериментальной базы «Устье» Любови Игнатовны Щавлинской включиться в соревнование за получение пяти тысяч килограммов молока от коровы и во второй раз вышла победителем в районном соревновании доярок с результатом в 5435 килограммов молока. Личную пятилетку выполнила за 4 года и 7 месяцев. Валовой надой молока по группе Сенчило составил почти 400 тонн при плане 363 тонны. Не менее успешным стал первый год новой, десятой пятилетки (1976—1980): каждая корова дала в среднем по 5116 килограммов молока.
Указом Президиума Верховного Совета СССР от 27 декабря 1976 года за успехи, достигнутые во Всесоюзном социалистическом соревновании, и проявленную трудовую доблесть в выполнении планов и социалистических обязательств по увеличению производства и продажи государству зерна, картофеля и других сельскохозяйственных продуктов в 1976 году Н. И. Сенчило была награждена орденом Трудовой Славы 2-й степени.
В период десятой пятилетки Надежда Ивановна последовательно совершенствовала своё мастерство, настойчиво училась передовым приёмам работы, благодаря чему смогла добиваться стабильно высоких надоев молока от коров закреплённой за ней группы, полного сохранения и дальнейшего увеличения приплода. Три года подряд она занимала первое место среди оршанских доярок: в 1977 году — 5718 (при обязательстве в 5200), в 1978 году — 5497 и в 1979 году — 5196 килограммов молока.
Как передовая доярка, прилагала все силы, чтобы не уступать первенства по ферме в последующие годы, благодаря чему рубеж, достигнутый ею, стал достоянием всего коллектива, самоцелью каждой доярки фермы, а сам елинский коллектив твёрдо держал первенство среди животноводов хозяйства. Не все годы были успешными для тружеников белорусского села, особенно сложно пришлось им в годы десятой пятилетки, когда сложные погодно-климатические условия в республике не позволили добиться увеличения сельскохозяйственного производства, в том числе заготовки кормов. В стаде, закреплённом за Сенчило, активно проходила «смена поколений», когда малопродуктивных коров выбраковывали и заменяли племенными. Всё это сказалось на надоях: в завершающий год пятилетки было получено 4635 килограммов (четвёртое место в районе среди доярок, работающих с ведром и молокопроводом).
Надежда Ивановна принимала неоднократное участие в работе Выставки достижений народного хозяйства (ВДНХ) СССР, была отмечена медалями и почётными дипломами Главного выставочного комитета. Активно участвовала в работе районного клуба доярок-четырёхтысячниц. В период одиннадцатой пятилетки (1981—1985) по-прежнему добивалась высоких надоев молока от каждой из коров своей группы и занимала призовые места в районном соревновании: 4516 килограммов в 1981 году (3-е место), 4480 килограммов в 1982 году (2-е место), 4352 килограмма в 1983 году (1-е место), 4764 килограмма (1-е место), 4518 килограммов в 1985 году (3-е место).
За пятнадцать лет работы была единственной в районе дояркой, кто сумел поддерживать такой стабильно высокий уровень производительности труда. С началом двенадцатой (1986—1990) пятилетки повысила показатели до 5015 килограммов молока (3-е место в районе), а в 1987 году надоила 5032 килограмма и вновь вышла победителем в социалистическом соревновании доярок Оршанщины.
За достигнутые успехи в труде и проявленную при этом высокую личную трудовую и общественную активность решением исполкома районного Совета народных депутатов в 1987 году была занесена на районную Доску почёта. Неоднократно отмечалась почётными грамотами и поощрялась ценными подарками, в том числе легковым автомобилем «Москвич».
Указом Президиума Верховного Совета СССР от 17 августа 1988 года за достижение высоких показателей в увеличении производства сельскохозяйственной продукции на основе освоения интенсивных технологий и передовых методов организации труда в земледелии и животноводстве Сенчило Надежда Ивановна награждена орденом Трудовой Славы 1-й степени. Стала полным кавалером ордена Трудовой Славы.
Избиралась членом Оршанского райкома Компартии Белоруссии, депутатом Оршанского районного Совета депутатов трудящихся (с 1977 года — народных депутатов).
Последним трудовым достижением — 4708 килограммов молока (1-е место в районе) в 1988 году — она достойно завершила свой трудовой путь и год спустя вышла на заслуженный отдых.
Проживала в деревне Елино Пищаловского сельсовета Оршанского района.
Умерла 24 октября 2021 года. Похоронена на сельском кладбище в деревне Девино Оршанского района.

## Награды
Награждена орденами Трудовой Славы 1-й, 2-й, 3-й степеней:3 ст. 14.02.1975 № 2577
2 ст. 27.12.1976 № 2643
1 ст. 17.08.1988 № 632
- медалями вт.ч.:медали Выставки достижений народного хозяйства (ВДНХ) СССР

## Семья
- Муж Николай Петрович, сын Николай, дочь — Елена